# Mia Boyka
Mia Boyka, nata Marija Nikolaevna Bojko (in russo Мария Николаевна Бойко?; Zachon'e-2, 15 febbraio 1997), è una cantante e personaggio televisivo russa.

## Biografia
Bojko, nata a Zachon'e-2, un villaggio di Leningrado, si è diplomata e in seguito ha iniziato a frequentare la facolta dell'Università russa di economia Plechanov. Si è avvicinata al mondo musicale da piccola; tuttavia, i suoi genitori non volevano che diventasse cantante, quindi ha deciso di intraprendere un percorso di istruzione economico. Ha poi esordito nell'industria discografica, venendo spinta dall'etichetta Klever Label del rapper e produttore T-killah, con cui ha iniziato a lavorare e collaborare per circa quattro anni, ed è andata in tournée.
Mia Boyka ha guadagnato notorietà principalmente come tiktoker, diventando una delle personalità russe più popolari, influenti e seguite sulla piattaforma. Pikaču (2020), un duetto con Egor Šip, è risultato uno dei cinque video più visualizzati della Federazione Russa su YouTube nel corso dell'anno, totalizzando sin dall'uscita quasi 400 milioni di visite. Nell'agosto 2021 viene pubblicato il suo album in studio d'esordio Proščal'nyj al'bom, accolto positivamente in una recensione del critico Aleksej Mažaev. È stata candidata come scoperta dell'anno ai premi di Muz-TV e come blogger musicale ai premi di RU.TV per due anni consecutivi.
Drama, pubblicato nel novembre 2022, è divenuto il suo primo successo radiofonico, raggiungendo la top 40 della hit parade nazionale della Tophit. È stata inclusa nella lista annuale degli under 30 di Forbes Russia. Ha poi inciso Russkoj pochodkoj, una canzone contro la russofobia diffusa nel gennaio 2024 e la cui copertina la ritrae mentre indossa il colbacco con la torre Spasskaja in secondo piano.
Il 16 marzo 2024 è stata riconosciuta col premio Viktorija alla scoperta dell'anno, mentre due giorni dopo si è esibita al concerto presso la piazza Rossa in celebrazione dei 10 anni dall'annessione della Crimea, dimostrando pubblicamente il proprio sostegno al governo russo. È poi apparsa come presentatrice del programma Trëch akkordov, andato in onda su Pervyj kanal.
Nel maggio 2024 ha vinto i suoi primi due premi RU.TV, uno per la miglior cover con Ja ėto ty, interpretata da lei stessa e Sergej Lazarev all'evento Pod šuboj 2 di VK, e l'altro per la trasformazione dell'anno. Il 31 maggio ha fatto uscire Bogatyrskaja, un brano ispirato alla hit Matuška di Tat'jana Kurtukova in cui Mia Boyka esprime il suo orgoglio per la patria; l'11 giugno è stato eseguito dal vivo al concerto organizzato in occasione della Giornata della Russia. Qualche mese più tardi è stato messo in commercio il suo secondo disco di inediti, intitolato Narodnyj al'bom e in stile folk pop; il progetto è stato anticipato dall'estratto Krasiva i moloda e promosso da un concerto al Koncertnyj zal di Mosca.

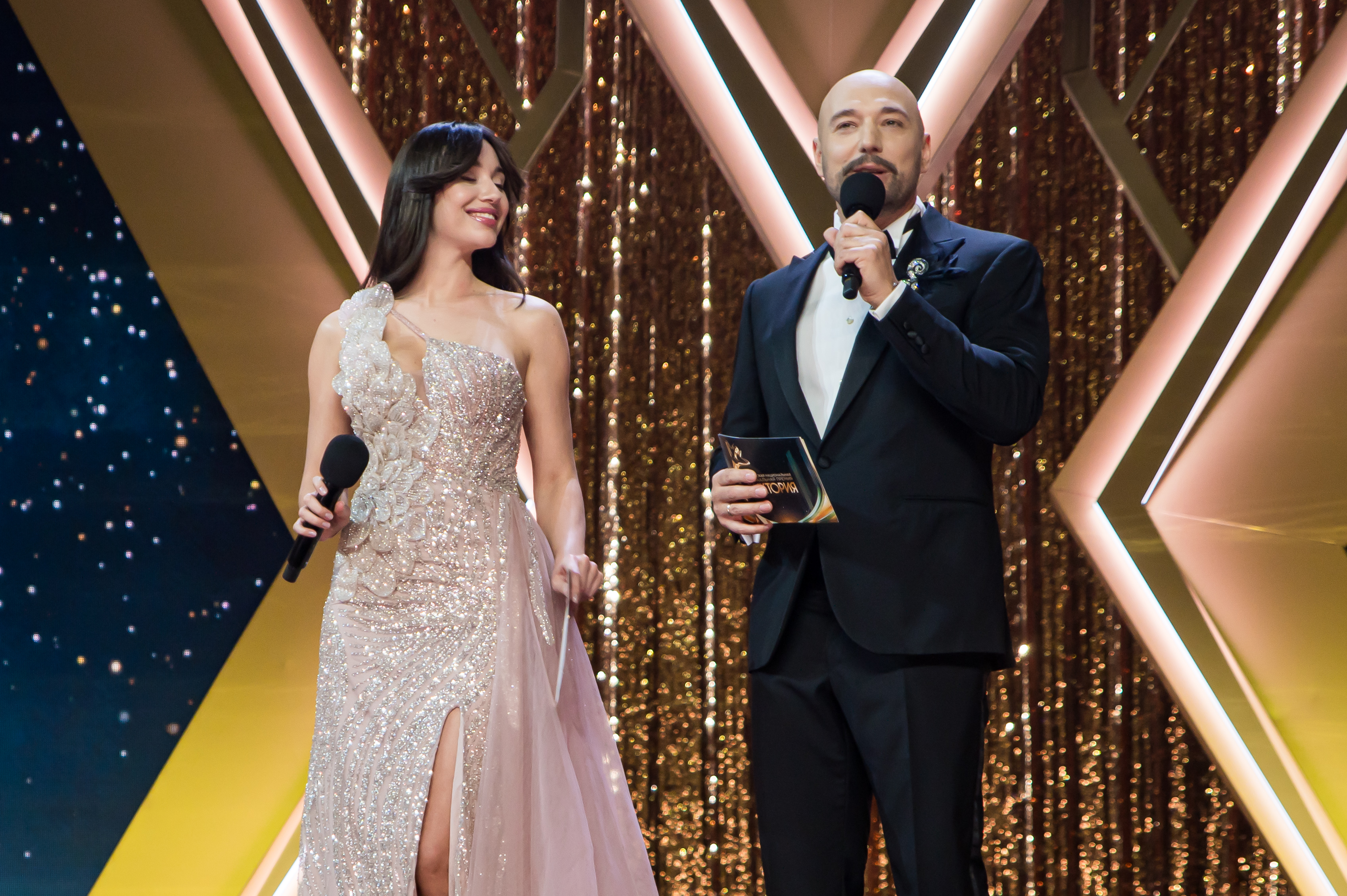
Mia Boyka nel ruolo di co-conduttrice assieme a Vladimir Markoni ai premi Viktorija, 1º marzo 2025

Ha ricevuto il suo secondo premio Viktorija nel marzo 2025, edizione in cui si è portata a casa la statuetta per il romanzo urbano dell'anno grazie a Pomada na ščeke (2024), una collaborazione con Michail Šufutinskij, che ha anche segnato il suo miglior posizionamento nella Top Radio Hits Russia Weekly Chart (29º posto); inoltre, è stata la co-conduttrice della manifestazione assieme a Vladimir Markoni. Ha ricoperto lo stesso ruolo alla gala musicale annuale di Muz-TV.

## Discografia

### Album in studio
- 2021 – Proščal'nyj al'bom
- 2024 – Narodnyj al'bom

### EP
- 2019 – Dikaja lamba

### Singoli
- 2019 – My uletaem
- 2019 – Pablo
- 2019 – Za neonom
- 2019 – Mama ne v kurse (con T-killah)
- 2019 – Led i noč' (con T-killah)
- 2019 – Ananas Adidas
- 2019 – Rozovye zvëzdy
- 2019 – Najki strajki (con T-killah)
- 2020 – Mamba
- 2020 – Moja žizn' utekaet..
- 2020 – ĖMĖMDĖNS
- 2020 – Samuraj
- 2020 – Pikaču (con Egor Šip)
- 2020 – Prjatki
- 2020 – Fendi Mood
- 2020 – Seryj volk
- 2020 – Auf
- 2020 – Snežinka (con Anja Pokrov)
- 2021 – Lepestok (con T-killah)
- 2021 – Naruto (con Egor Šip)
- 2021 – Begu po tropinke
- 2021 – Mizinčik
- 2021 – Alen'
- 2021 – Morskoj boj
- 2021 – Ma ma ma (con Sevenn)
- 2021 – Kapkan (Bolšebnaja Ariėl') (con Konfuz)
- 2021 – Babočki
- 2022 – Vdoch
- 2022 – Gagarin
- 2022 – Salamandra (con T-killah)
- 2022 – Vysoko
- 2022 – Drama
- 2023 – Plakat' v Porše
- 2023 – Letom na 42 (con Elsea)
- 2023 – Mnogo li nas (con Lepnina)
- 2023 – Ja ne takaja
- 2023 – Vsë ponjatno
- 2023 – Sirop
- 2023 – Prosto
- 2023 – Vrangel' ne vral
- 2024 – Russkoj pochodkoj
- 2024 – Navigator
- 2024 – Pomada na ščeke (con Michail Šufutinskij)
- 2024 – K lučšemu (con Lëša Svik)
- 2024 – Papa (con Havva)
- 2024 – Bogatyrskaja
- 2024 – Krasiva i moloda
- 2024 – Kazat'sja glupoj
- 2024 – Černaja Lada
- 2024 – Bliki
- 2025 – Mosja
- 2025 – Snova dožd'
- 2025 – Bėtmobil'
- 2025 – Izumurd
- 2025 – Afrodita
- 2025 – Bezovyj minimum (con Sabi)

## Filmografia

### Televisione
- Ivan Vasil'evič menjaet vsë, regia di Michail Semičev e Roman Kim (2023)

### Doppiaggio
- Miriam in Red (versione russa)
- Mia in Mia and Me (versione russa)

## Riconoscimenti
- Premija Muz-TV

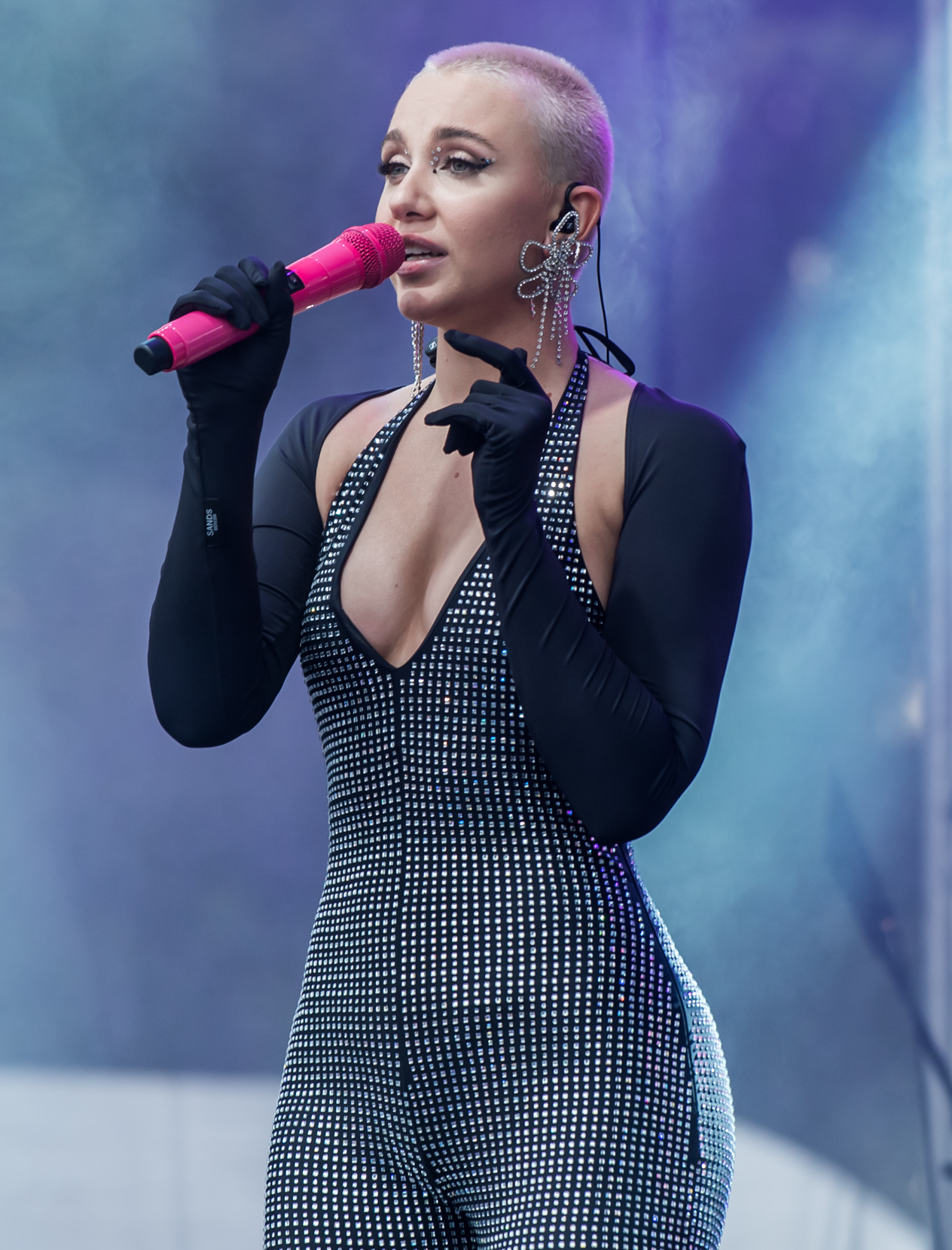
Mia Boyka mentre si esibisce al VK Fest, 23 luglio 2022

  - 2021 – Candidatura alla Scoperta dell'anno[7]

- Premija RU.TV
  - 2021 – Candidatura al Blogger musicale[8]
  - 2022 – Candidatura al Blogger musicale[9]
  - 2024 – Miglior cover per Ja ėto ty[16]
  - 2024 – Trasformazione dell'anno[16]

- Rossijskaja nacional'naja muzykal'naja premija Viktorija
  - 2024 – Scoperta dell'anno[13]
  - 2025 – Romanzo urbano dell'anno per Pomada na ščeke[22]
  - 2025 – Candidatura al Video musicale dell'anno per Pomada na ščeke[27]

- Žara Music Awards
  - 2023 – Hit di Internet[28]

## Tournée
- 2020 – Pikaču tur (con T-killah)